# Lauburu
Lauburu ili baskijski križ je križ u s četiri glave u obliku zareza.  Danas ga uglavnom koriste baskijski nacionalisti.

## Pozadina
Povjesničari i vlasti su pokušali primijeniti alegorijsko značenje na ovaj drevni simbol. Neki kažu da znači "četiri glave ili regije" u Baskiji. Lauburu se ne pojavljuje u grbovima niti jedne od sedam pokrajina Baskije: Gornje i Donje Navare, Gipuskoe, Biskaje,  Alave, Lapurdije i Zuberoe. Baskijski intelektualac Imanol Mujica volio je reći da ove četiri glave znače duh, život, svijest i oblik, ali se obično koriste kao simbol blagostanja. 
Nakon vremena Antonina, francuski povjesničar Camille Jullian ne nalazi primjerke svastika, niti okrugle niti ravne, u baskijskom području sve do modernog doba. Paracelsusov Archidoxis Magicae ima simbolsličan lauburuu za koji se navodi da liječi životinje. M. Colas smatra da lauburu nije vezan uz svastike, već dolazi od Paracelsusa i obilježava grobove iscjelitelja životinja i iscjelitelja duša (odnosno svećenike). Oko kraja 16. stoljeća, lauburu se uveliko pojavljuje kao baskijski dekorativni element, po lijesovima ili grobnicama, možda kao neki drugi oblik križa. Ravne svastike nisu otkrivene sve do 19. stoljeća. Mnoge baskijske kuće i trgovine prikazuju ovaj simbol na nadvatniku kao neku vrstu talismana. Sabino Arana ga tumači kao solarni simbol, podržavajući njegovu teoriju o baskijskom solarnom kultu na temelju pogrešne etimologije, u prvom broju lista Euzkadi. Lauburu je predstavljen na zastavama i grbovima raznih baskijskih političkih organizacija, uključujući Eusko Abertzale Ekintza (EAE-ANV). 
Uporaba lauburua kao kulturne ikone opala je pod Francovom diktaturom, koja je potisnula mnoge elemente baskijske kulture. 

## Etimologija
Lau buru znači "četiri glave", "četiri kraja" ili "četiri vrha"  na baskijskom jeziku. Neki izvori tvrde da to potječe iz latinskog labarum.
Međutim, otac Fidel Fita mislili da je slučaj obrnut, tj. Da je izraz labarum se baskijska posuđenica u latinskom iz vremena Oktavijana Augusta.